# SIGNS
『SIGNS』（サインズ）は、崎谷健次郎の通算12枚目のオリジナル・アルバム。2017年9月6日に発売された。

## 解説

### 作品構成
- プロデュースは、崎谷健次郎。
- 新曲7曲、リミックスシングル1曲、セルフカヴァー2曲、他アーティスト提供曲カヴァー4曲の全15曲で構成されている。
- 全曲のコンピューター・プログラミング、キーボード、ストリングスアレンジ、ボーカル、コーラスは崎谷健次郎。

## 収録曲
1. この雨に降られても
作詞 / 作曲 / 編曲：崎谷健次郎
2. Good Day Good Sign
作詞 / 作曲 / 編曲：崎谷健次郎
3. Brand new season
作詞 / 作曲 / 編曲：崎谷健次郎
4. Friends will be friends
作詞 / 作曲 / 編曲：崎谷健次郎
5. もう一度夜を止めて（2017ver.）
作詞：秋元康 / 作曲 / 編曲：崎谷健次郎
6. ONE
作詞：田口俊 / 作曲 / 編曲：崎谷健次郎
7. 春の風
作詞 / 作曲 / 編曲：崎谷健次郎
8. いつまでも〜Life In The Universe〜（2017remix ver.）
作詞 / 作曲 / 編曲：崎谷健次郎
9. TRY YOUR WINGS
作詞 / 作曲 / 編曲：崎谷健次郎
10. OUR LIVES（2017ver.）
作詞 / 作曲 / 編曲：崎谷健次郎
11. 君の声
作詞：田口俊・柴咲コウ / 作曲 / 編曲：崎谷健次郎
12. SUPER MOON
作詞 / 作曲 / 編曲：崎谷健次郎
13. 真昼の別れ
作詞：髙橋真梨子 / 作曲 / 編曲：崎谷健次郎
14. こころの続き
作詞:松井五郎 / 作曲 / 編曲：崎谷健次郎
15. RAGTIME ON THE RAG
作曲 / 編曲：崎谷健次郎